# Heliosfera
Heliosfera je balon vruće magnetične plazme, koji nastaje djelovanjem Sunčevog vjetra u Sunčevom sustavu i štiti nas od štetnog svemirskog kozmičkog zračenja. Sunčev vjetar putuje brzinom od 750 km/s u početku, da bi na kraju potpuno usporio, što se naziva krajnji udarni val (engl. termination shock), sve do heliopauze, gdje postoji tlačna ravnoteža između Sunčevog vjetra i međuzvjezdane tvari. Nakon heliopauze dolazi pramčani udar (engl. bow shock), a predstavlja djelovanje međuzvjezdane tvari prema Suncu.

## Sunčev vjetar
Sunčev ili solarni vjetar je struja električki nabijenih čestica koje su izbačene iz gornje atmosfere Sunca. Uglavnom se sastoje od elektrona i protona, čija je energija između 10 i 100 keV. Njihova temperature se mijenja, kao i brzina s vremenom. Te čestice mogu izbjeći Sunčevu gravitaciju jer imaju vrlo veliku kinetičku energiju i zbog visoke temperature u koroni. On stvara i geomagnetske oluje, koje mogu ometati električnu mrežu na Zemlji, polarnu svjetlost i rep kometa koji sadrži plazmu i uvijek je u smjeru od Sunca.
Budući da Sunce rotira oko svoje osi za otprilike 27 dana, magnetsko polje koje prenosi Sunčev vjetar je zavijeno u spiralu.

## Vanjske granice heliosfere
Sunčev vjetar putuje nadzvučnom brzinom duž Sunčevog sustava, da bi negdje iza Neptuna ta brzina pala ispod brzine zvuka, što se naziva krajnji udarni val (engl. termination shock). Vjeruje se da je ta granica 75 do 90 astronomskih jedinica. Brzina zvuka u međuzvjezdanoj tvari je oko 100 km/s.
Prema mjerenjima vjeruje se da je svemirska letjelica Voyager 1 prešla granicu udarnog vala u prosincu 2004., na 94 AJ od Sunca. Svemirska letjelica Voyager 2 je počela bilježiti povratne čestice negdje na 76 AJ od Sunca, u maju 2006. To navodi da heliosfera ima nepravilan oblik, koji ovisi o Sunčevom ciklusu, pa je vjerojatno zbog toga nastala ta razlika.
Nakon udarnog vala dolazi do područja Sunčeve ravnice (engl. heliosheath)  gdje Sunčev vjetar postaje sporiji, sabija se i dolazi do turbulencija s međuzvjezdanom tvari. To područje je negdje od 80 do 100 AJ od Sunca i sliči repu komete. Svemirska letjelica Voyager 1 je stigla u to područje pri kraju 2010.
Heliopauza je granica heliosfere, gdje je Sunčev vjetar zaustavljen djelovanjem međuzvjezdane tvari. Vjeruje se da će svemirska letjelica Voyager 1 stići u to područje 2014, što će se otkriti naglim padom temperature.
Nakon heliopauze vjeruje se da postoji područje pramčanog udara (engl. bow shock), gdje međuzvjezdana tvar putuje nadzvučnom brzinom i udara u Sunčev vjetar. Slična pojava je viđena s teleskopa Galex u zviježdu Kit (crvena divovska zvijezda Mira).